# Bien Unido (Bohol)
Pour les articles homonymes, voir Bien Unido.
Bien Unido est une municipalité de la province de Bohol.
On compte 15 barangays :
- Bilangbilangan Dako
- Bilangbilangan Diot
- Hingotanan East
- Hingotanan West
- Liberty
- Malingin
- Mandawa
- Maomawan
- Nueva Esperanza
- Nueva Estrella
- Pinamgo
- Poblacion (Bien Unido Proper)
- Puerto San Pedro
- Sagasa
- Tuboran